# سس موله
موله (به اسپانیایی: Mole) نوعی سس و مرینیت مرسوم در آشپزی مکزیکی می‌باشد. امروزه در مکزیک اصطلاح موله برای تعدادی از سس‌ها، برخی کاملاً متفاوت، شامل مولهٔ سیاه، قرمز، کلرادو (به انگلیسی: Colorado)، زرد، سبز، آلمندرادو (به انگلیسی: almendrado)، دِ اولا (به انگلیسی: de olla)، هواکسموله (به انگلیسی: huaxmole)، گوآکاموله و پیپیان (به انگلیسی: pipián) استفاده می‌شود. معمولاً، سس موله دارای یک نوع میوه، فلفل تند، آجیل و ادویه‌جاتی مانند فلفل سیاه، دارچین و زیره سبز می‌باشد. خارج از مکزیک، موله معمولاً به مولهٔ پوبلانو (به انگلیسی: poblano) اشاره دارد.

## نگارخانه

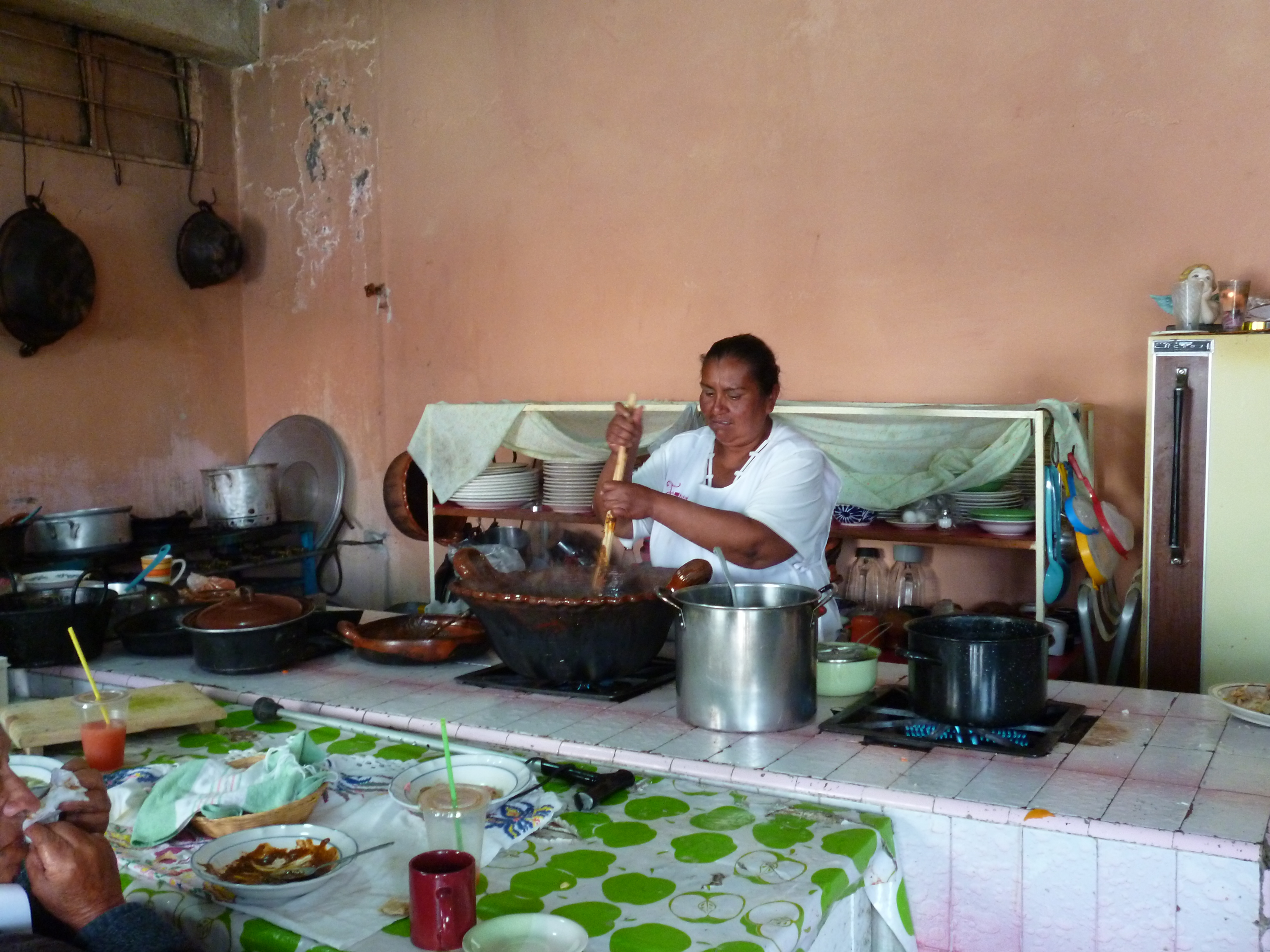
زنی در حال آماده‌سازی موله در رستورانی کوچک در مکزیک
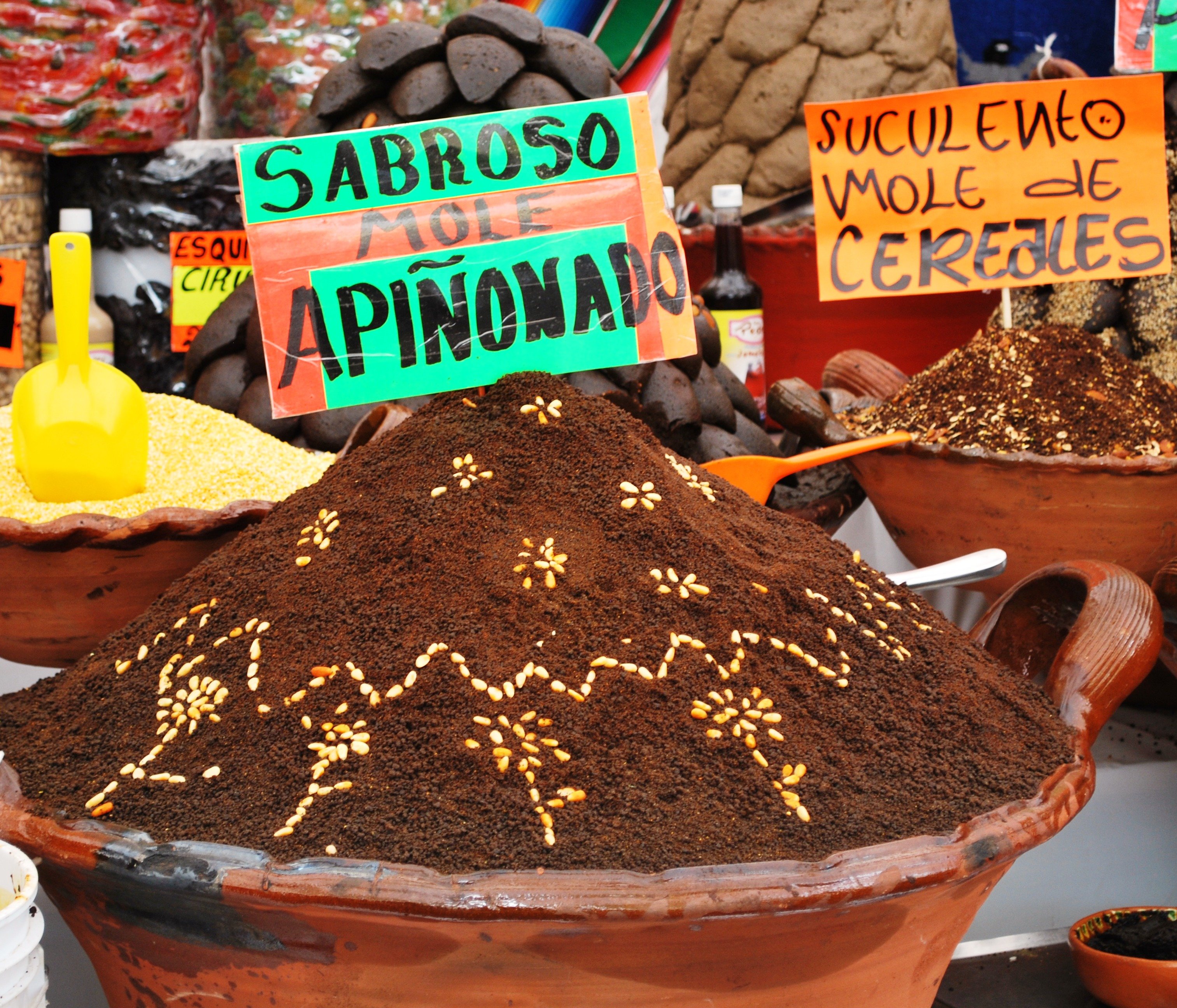
مولهٔ پینون
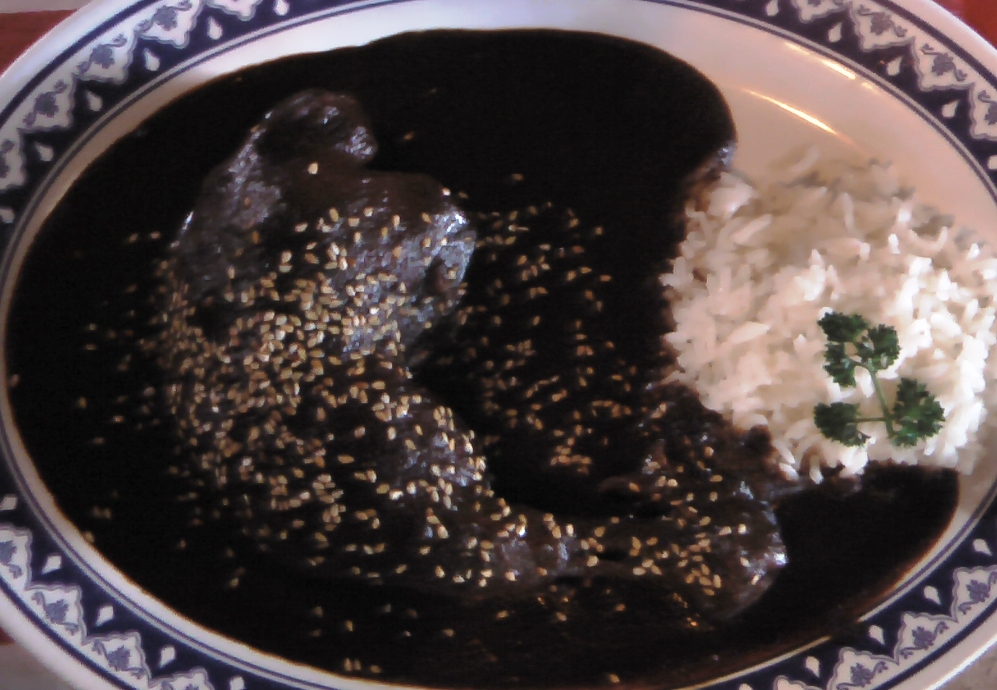
مرغ با مولهٔ پوبلانو